# 8445 Novotroitskoe
8445 Novotroitskoe (1973 QG2) là một tiểu hành tinh vành đai chính được phát hiện ngày 31 tháng 8 năm 1973 bởi T. M. Smirnova ở Đài vật lý thiên văn Crimean.